# Gliese 1

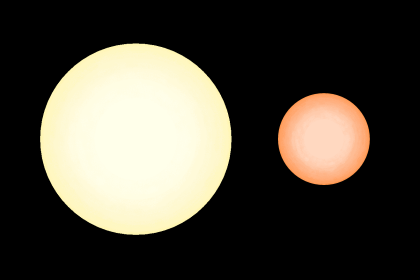
Gliese 1 (direita) comparado ao Sol (esquerda)

Gliese 1 é uma estrela anã vermelha na constelação de Sculptor, que está situada no hemisfério celestial sul. Ela é uma das estrelas mais próximas do Sol, localizada a uma distância aproximada de 14,2 anos-luz. Devido à sua proximidade com a Terra ela é um objeto frequente de estudo e se sabe muito sobre suas propriedades físicas e composição. No entanto, com uma magnitude aparente de cerca de 8,5 é muito fraca para ser vista a olho nu.
A classificação estelar dessa estrela foi avaliada para ser a partir de M1.5V para M4.0V por várias fontes. Estima-se que Gliese 1 tenha entre 45 a 48% da massa do Sol e entre 46a 48% do raio solar.